# Hubert Rassart
Hubert Fernand Rassart (Seraing, 15 november 1908 - Luik, 26 februari 1994) was een Belgisch volksvertegenwoordiger en senator.

## Levensloop
De vader van Rassart was haarkapper. in 1914 werd hij gerant van de coöperatieve L'Union Ouvrière in Seraing en in 1919 werd hij gerant van de winkel nummer 66 van de Union Coopérative. Zijn moeder werkte eveneens in de winkel en hield zich bezig met "l'heure du tricot" in het Volkshuis.
Rassart kwam jong in contact met André Renard, die in dezelfde wijk woonde in Seraing en met Georges Truffaut en Fernand Dehousse die hij ontmoette in de Groupe des Lycéens wallons.
Na de gemeenteschool in Seraing, liep Rassart middelbare school aan het Atheneum van Luik en volgde vervolgens cursussen aan de École de Commerce die bij de Rechtsfaculteit van de Universiteit van Luik hoorde. Hij maakte zijn studies niet af en trouwde in 1928.
Vanaf 1922 was hij lid van de Socialistische Jonge Wacht en nam actief deel aan antifascistische activiteiten. In 1934 werd hij voorzitter van de socialistische Jonge Wacht in Seraing. Samen met de socialist Raymond Latin en de communisten R. Beelen en Willems stichtte hij een antifacistisch front dat uiteenlopende linkse jeugdorganisaties groepeerde.
In 1930-31 volbracht hij zijn legerdienst. Hij werd bediende bij de Union Coopérative de Liège, wat hij tot in 1947 zou blijven, ook al was hij er niet meer werkelijk actief vanaf 1940. In 1934 werd hij weduwnaar. In 1937 werd hij lid van het Nationaal Comité van de socialistische Jonge Wachten en stelde zich dat jaar kandidaat voor het nationaal voorzitterschap. Hij haalde het niet, omdat hij voorstander was van gemeenschappelijke actie met de communisten, daar waar de leiding van de Belgische Werkliedenpartij dit verbood.
In 1938 werd hij gemobiliseerd en in 1939 hertrouwde hij, maar bleef onder de wapens. Hij nam deel aan de Achttiendaagse Veldtocht en werd krijgsgevangen. Hij werd overgebracht naar Krems-Weikendorpf om er op een boerderij te werken. Na een ontsnappingspoging werd hij naar een strafkamp overgebracht in het Rijnland en werkte opnieuw in de landbouw. Hij ontsnapte per fiets op 10 oktober 1941 en was twee dagen later in Luik. Hij nam de schuilnaam Jean Hubert aan en ging in Jupille wonen. Hij werd aangeworven door de Pieux Franki als boekhouder.
Tijdens de Tweede Wereldoorlog sloot hij aan bij de verzetsgroep Wallonie libre. Hij hielp bij het verspreiden van clandestiene bladen, en bij de ondersteuning van werkweigeraars en illegalen. Hij werkte ook mee aan de kadervorming voor de Jonge Wachten. Hij nam ook deel aan het ontvangen van geparachuteerde goederen voor het Verzet.
Na de Bevrijding was hij secretaris van de Confederatie van Jongsocialisten voor de provincie Luik. Begin 1945 werd hij verkozen tot nationaal voorzitter van de Jongsocialisten. Zijn voornaamste aandacht ging naar het reorganiseren van de socialistische jongerenorganisaties binnen de Belgische Socialistische Partij.
In 1945 nam hij deel aan het Waals Nationaal Congres, samen met de congresvoorzitter Joseph Merlot, eveneens inwoner van Seraing.
In 1945-1946 was hij gemeenteraadslid van Seraing.
In 1946 werd hij BSP-lid van het Belgisch parlement en was achtereenvolgens:
- 1946-1949: volksvertegenwoordiger voor het arrondissement Luik,
- 1950-1954: provinciaal senator,
- 1954-1958: senator voor het arrondissement Luik,
- 1958-1961: provinciaal senator,
- 1961-1965: senator voor het arrondissement Luik.

In 1949 diende hij, samen met Jean Rey, een wetsvoorstel in om de aanpassing van de parlementszetels aan de bevolkingsgroei aan te passen, aangezien dit een verdere minorisering van de Waalse bevolking zou betekenen.
Hij werd journalist in La Wallonie', het dagblad van de Waalse ABVV, en volgde van daar de politieke gebeurtenissen, onder meer de Koningskwestie. In juli 1950 behoorde hij tot de initiatiefnemers voor een separatistische Waalse regering. Hij volgde ook van dichtbij de arbeidersstakingen van 1960-61.
In het Waals Congres van 1963 in Namen stelde hij de oprichting voor van een voorlopige Waalse regering. Een begin werd hieraan gegeven door de oprichting van het Collège exécutif de Wallonie, waarin hij zetelde als vertegenwoordiger van zijn partij. Hij trok zich terug toen de BSP in 1964 tot de onverenigbaarheid besliste tussen het lidmaatschap van de socialistische partij en dat van het Mouvement populaire wallon.
Van 1965 tot 1983 was hij voorzitter van de Nationale Commissie voor de Ruimtelijke Ordening.